# Basilika (lagbok)
Basiliká (grekiska: τὰ βασιλικά), den under kejsar Basileios I (död 886) påbörjade och under hans son Leo VI fullbordade lagboken för Bysantinska riket. Den består av 60 böcker och är en omarbetning på grekiska språket av den justinianska lagen. Den utgavs av Gustav Ernst och Karl Wilhelm Ernst Heimbach (fem band, 1833–50), med ett "Supplementum" (utgivet 1846 av Zachariä von Lingenthal) och ytterligare två supplementband (band 6 utgivet 1870, band 7 utgivet 1897). 
Basilikon synopsis (småbasilikerna) kallades ett sannolikt omkring 969 gjort utdrag ur Basilika, utgivet av Karl Eduard Zachariae von Lingenthal i "Ius græco-romanum", del 5 (1869).